# Piétrain (Belgique)
Pour les articles homonymes, voir Piétrain.

Piétrain (en néerlandais Petrem, en wallon Pîtrin) est une division de la commune belge de Jodoigne, située en Région wallonne dans la province du Brabant wallon. C'était une commune à part entière avant la fusion des communes de 1977.

## Étymologie
Habitation (germanique *haima) de Peter, anthroponyme germanique de formation tardive. Le nom Piétrain a une origine identique à celle du nom Piétrebais, qui dérive de piètre, petit, médiocre. Hein ou Heim signifie habitation. On a d'abord écrit Peterhein 1216, qui s'est plus tard transformé en Pitrehin 1263. Pytrem en 1393
Pyterhein en 1527. Le préfixe Pie n'apparait qu'ultérieurement et ne subit pas moins de déformations Pieteshem 1374, pYETRAIN 1436, Pietrain 1472, Pietren 1666.

## Démographie
- Sources:INS, Rem:1831 jusqu'en 1970=recensements, 1976= nombre d'habitants au 31 décembre

## Histoire
Au mois d'octobre 1568 Piétrain fut complètement pillé par les troupes du Prince d'Orange. Pierre de Brandenbourg à qui appartenait le château d'Herbais et celui de Golard, ayant assisté à l'Assemblée de Saint-Trond, signé le Compromis des Nobles et siégé dans le Conseil des Révoltés avait été le 21 février 1567-1568, banni à perpétuité avec confiscation de ses biens.

## Patrimoine et culture

### Patrimoine architectural et sites
- Cense de la Ramée 1677 ou ferme Viré et De Pauw.
- Ferme Vandernoot ou Cense Hanset, dite aussi Mont Villegia.
- Tumulus de Piétrain ou la tombe romaine de Herbais, date du IIe siècle et contenait un parazonium d'ivoire, sorte de glaive symbolique et honorifique, qui laisse supposer la tombe d'un légionnaire. Herbais étymologiquement "Her,heer" seigneur et "Bais,bakki" ruisseau d'où le ruisseau du seigneur.
- Chapelle Sainte-Catherine d'Herbais.

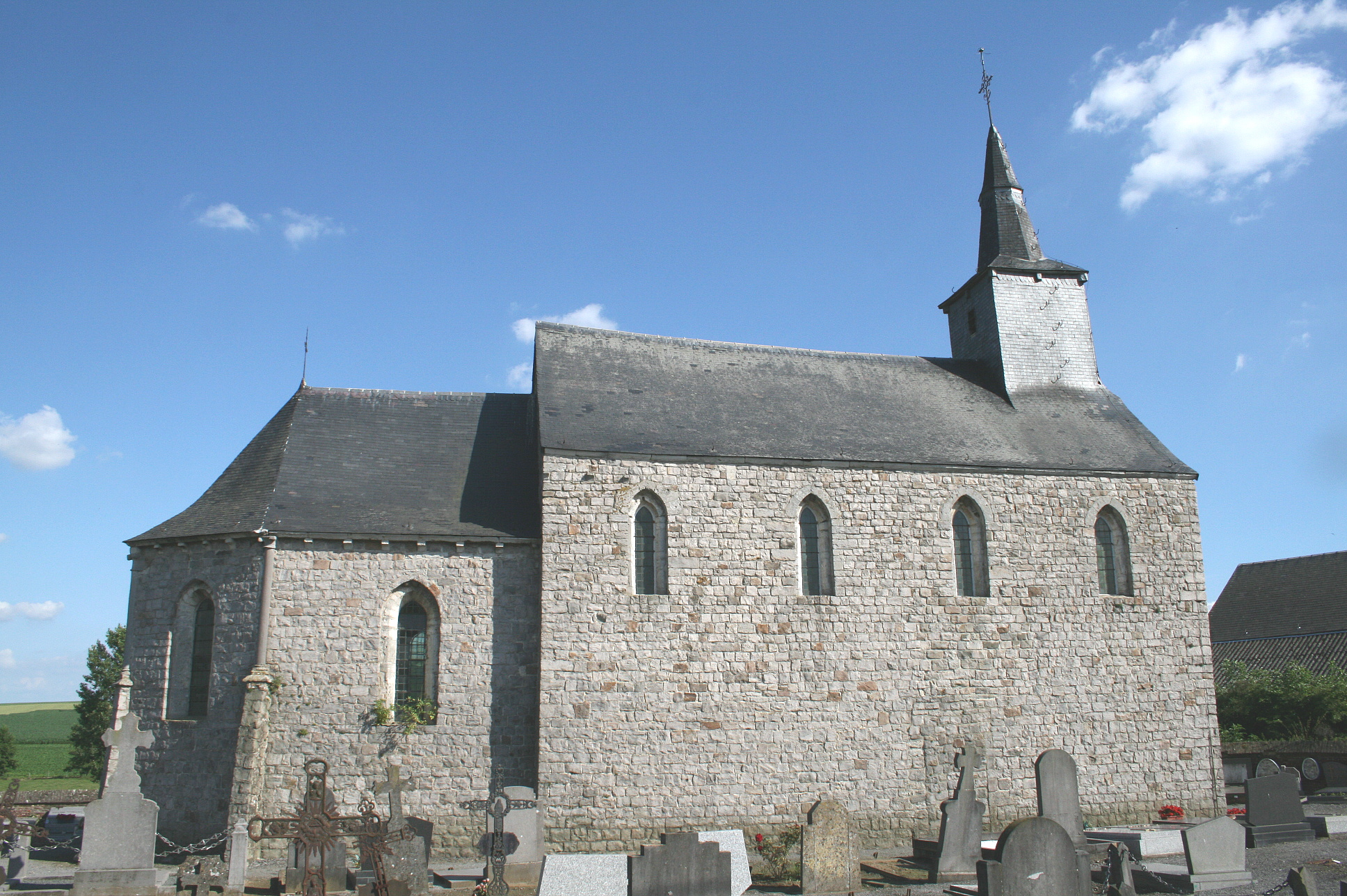
Chapelle Sainte-Catherine d'Herbais (XIIIe siècle).

- De nombreux vestiges romains furent découverts à Herbais.

- Dans une prairie voisine de la chapelle de Herbais se trouvait une très grande tombe mais n'ayant pas plus d'un mètre d'élévation. Lorsque le propriétaire du terrain la fit déblayé, on y trouva les débris d'un caveau formé de pierre brutes. La terre contenait des débris de poteries et de tegulae. Dans un petit bois à la limite de la commune vers Marilles, on a trouvé des monnaies anciennes de Trajan.

- Près de la chapelle de Herbais se trouvait un remarquable menhir présentant un sourire énigmatique, détruit en 2009.

## Galerie

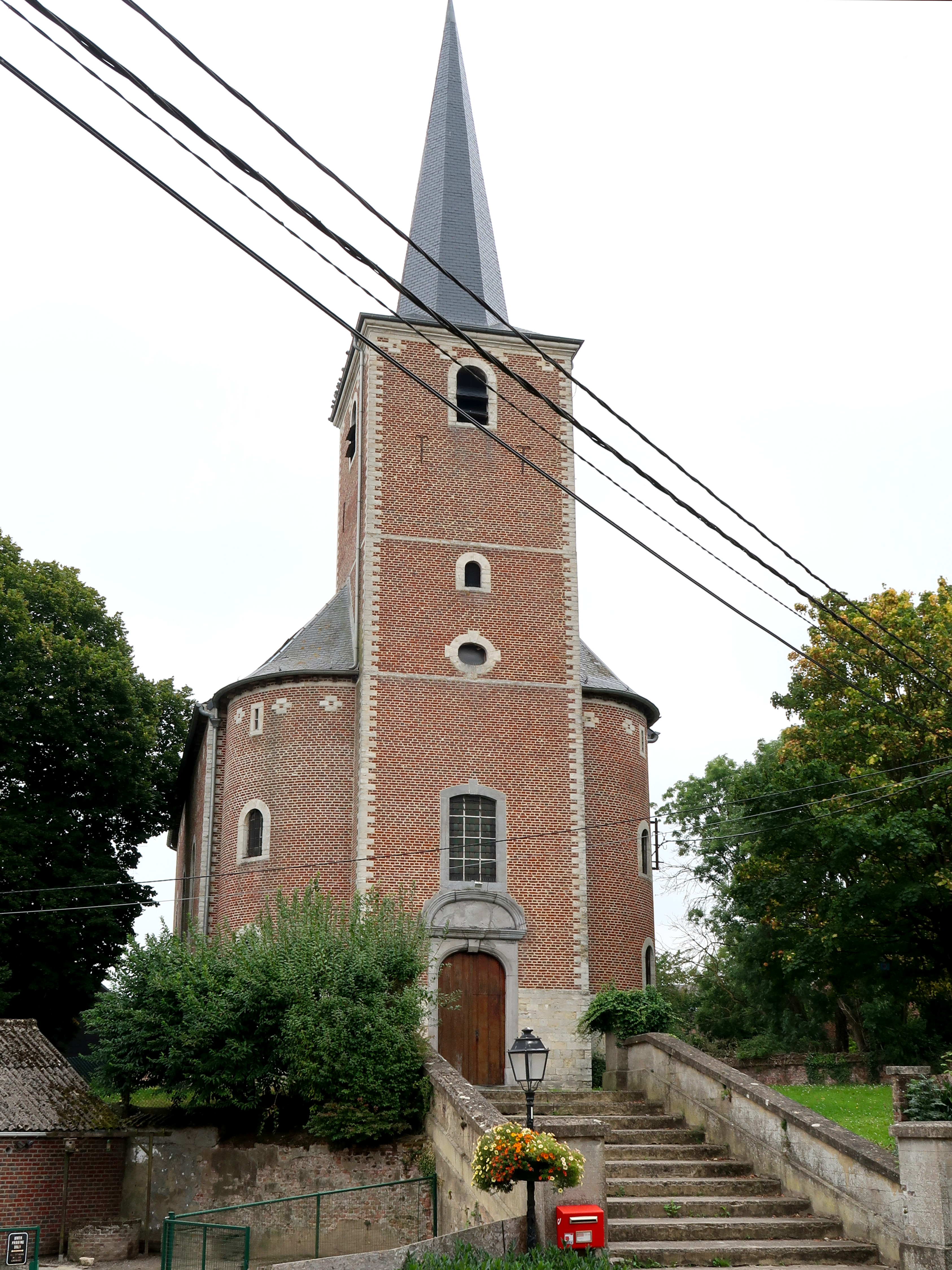
Eglise Sainte-Gertrude renommée Eglise Saint-Gabriel.
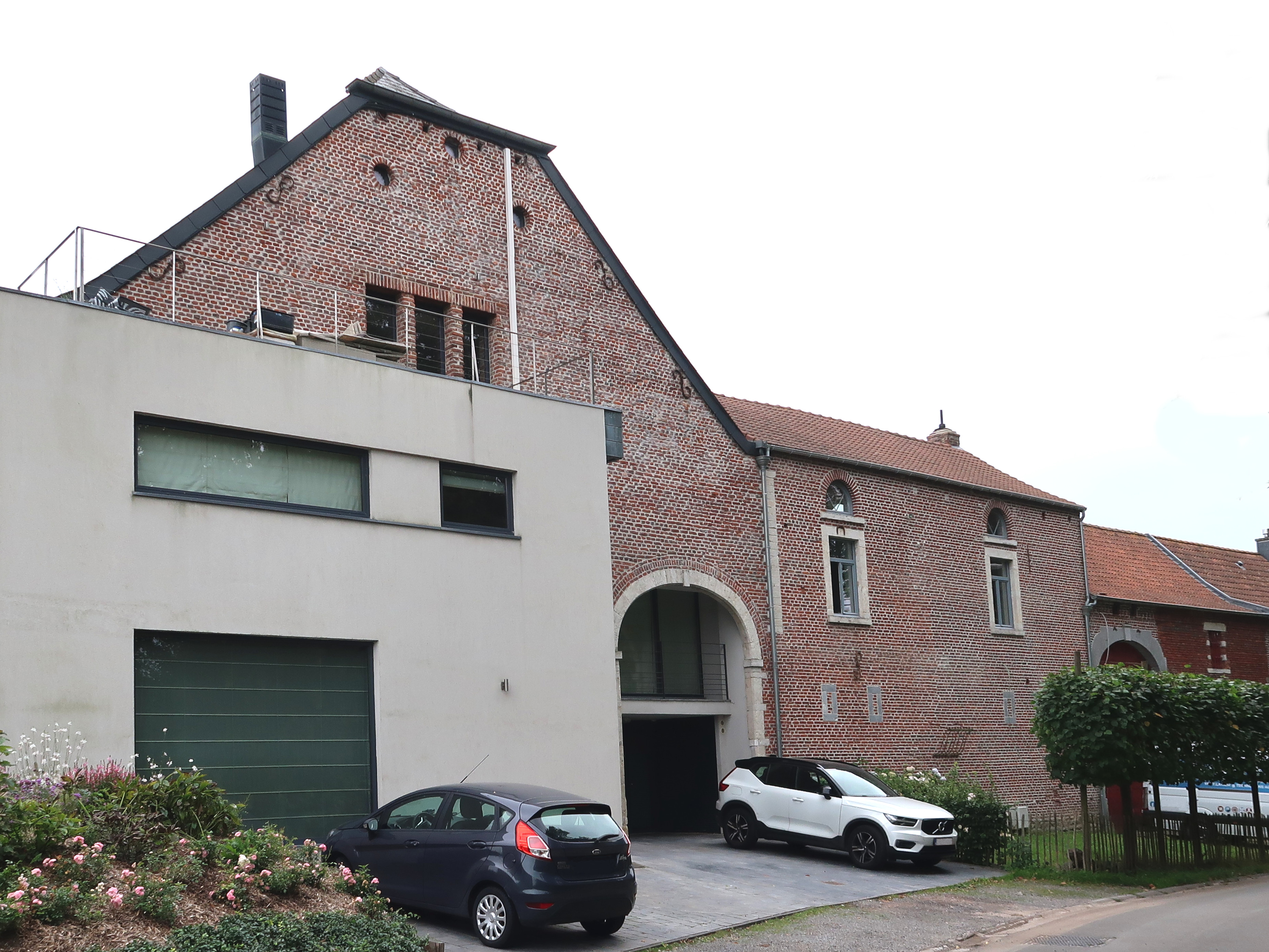
Cense de la Ramée.
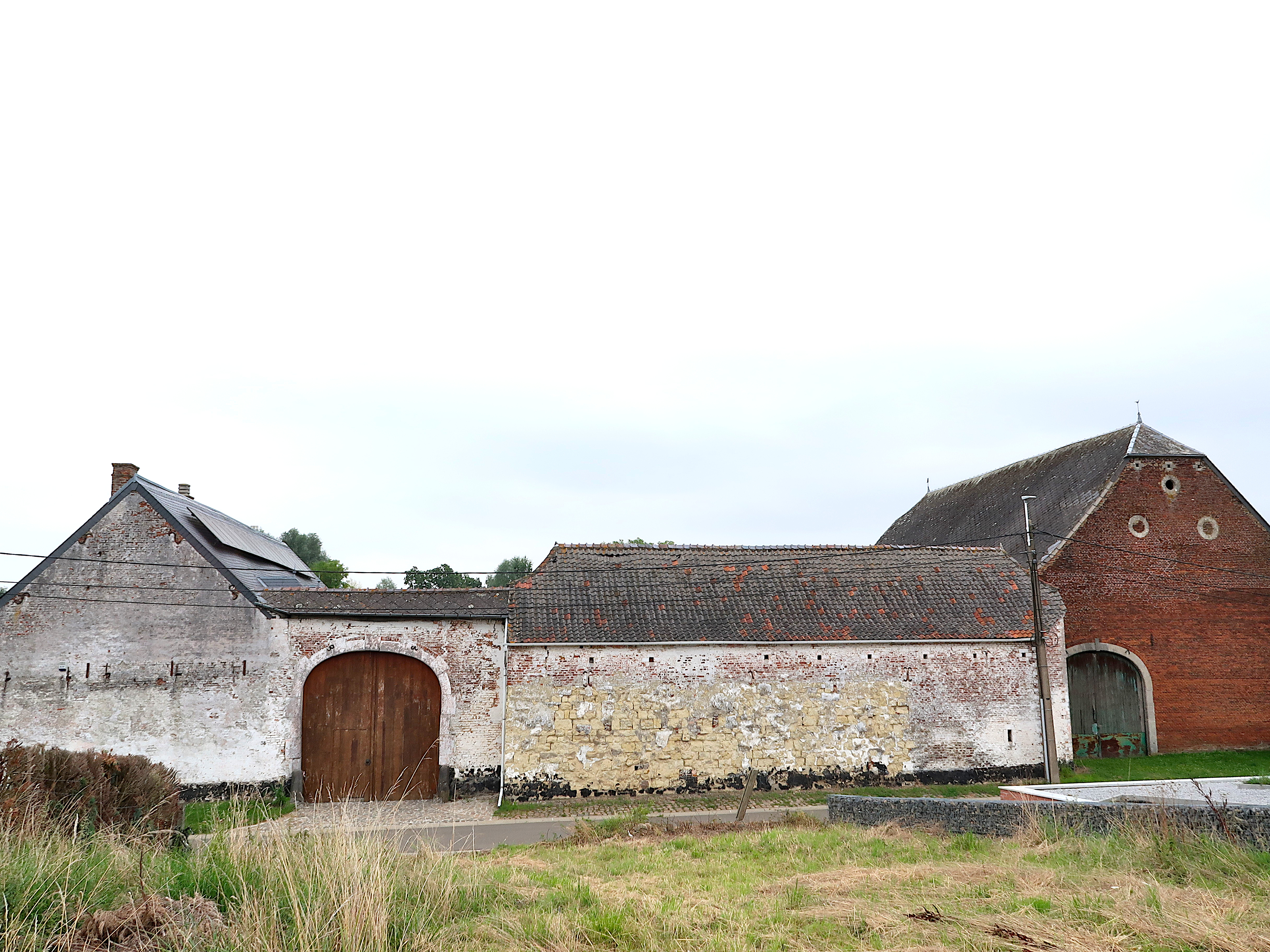
Ferme Mont Villegia.
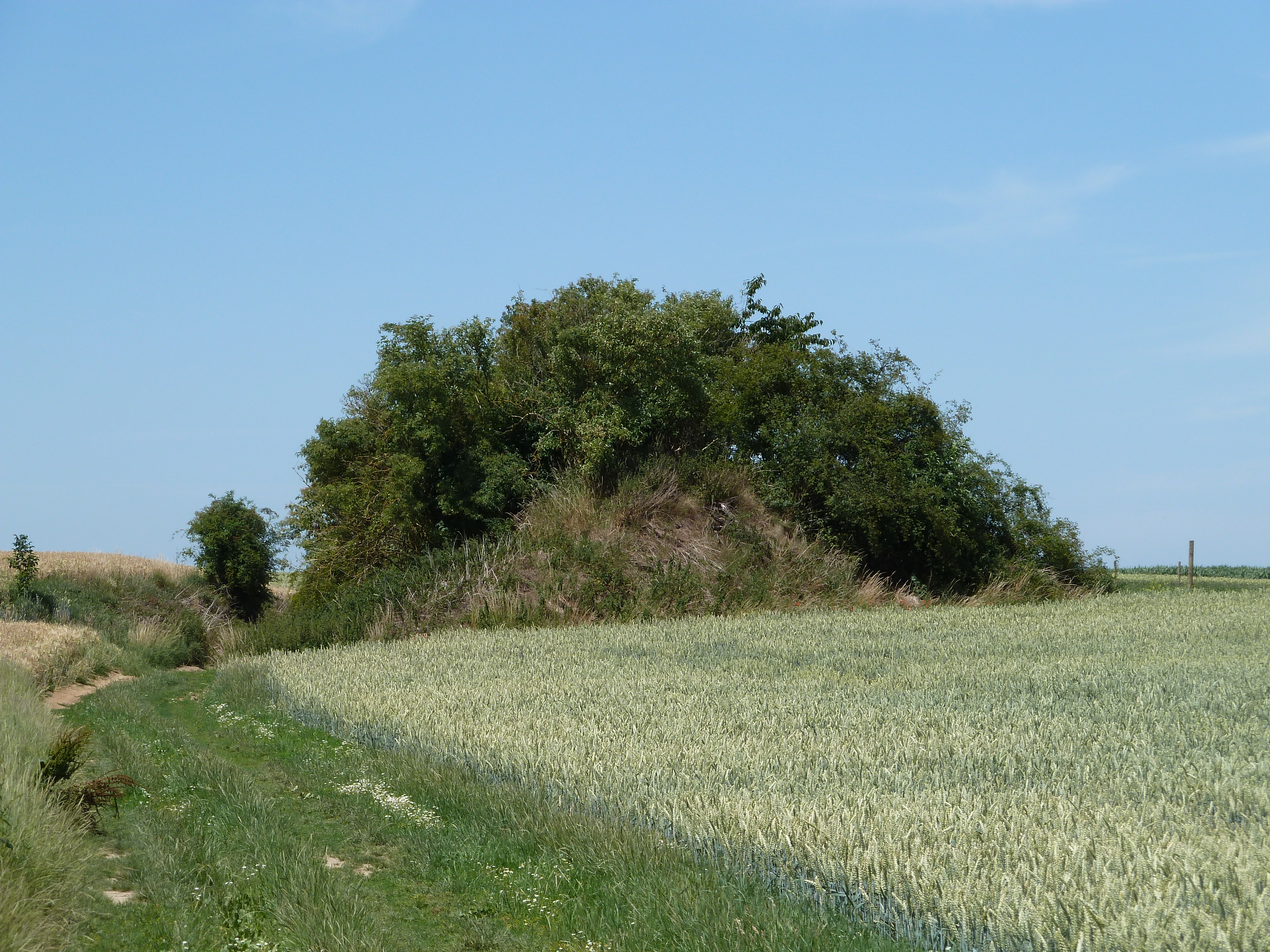
Tumulus de Piétrain.

## Personnalité
- Michel Goffin (1961-1987): Coureur cycliste international.
- Fernand Docquir (1931-2009) : Président fondateur de l'association Régionale pour la Promotion du Porc Piétrain. Grand -Maître (Président) et fondateur de la Confrérie de l'ordre du cochon Piétrain. Le piétrain est une race porcine dont l'excellence est renommée mondialement.